# رودریگو د کاسترو پریرا
 رودریگو د کاسترو پریرا (انگلیسی: Rodrigo de Castro Pereira؛ زاده ۲۲ ژوئیهٔ ۱۸۸۷ درگذشته ۱۹۸۳ (۹۵−۹۶ سال)) یک تنیس‌باز اهل پرتغال بود.